# Campanilidae
Campanilidae zijn een familie van weekdieren uit de klasse van de Gastropoda (slakken).

## Taxonomie
Het volgende geslacht is bij de familie ingedeeld:
- Campanile P. Fischer, 18884

### Synoniem
- Ceratoptilus Bouvier, 1887 => Campanile P. Fischer, 1884